# Куба-Оланга
Куба-Оланга (фр. Kouba Olanga) — деревня и супрефектура в Чаде, расположенная на территории региона Борку. Входит в состав департамента Борку.

## Географическое положение
Деревня находится на севере центральной части Чада, в южной части пустыни Сахара, на высоте 290 метров над уровнем моря.
Населённый пункт расположен на расстоянии приблизительно 526 километров к северо-востоку от столицы страны Нджамены.

## Население
По данным официальной переписи 2009 года численность населения Куба-Оланги составляла 27 482 человека (14 791 мужчина и 12 691 женщина). Население супрефектуры по возрастному диапазону распределилось следующим образом: 50,7 % — жители младше 15 лет, 45,9 % — между 15 и 59 годами и 3,4 % — в возрасте 60 лет и старше.

## Транспорт
Ближайший аэропорт расположен в городе Салаль.